# Hannibal Jegham
Hannibal Jegham (arabe : حنّبعل جغام), né le 6 août 1973 à Sousse, est un karatéka tunisien. Il est l'un des athlètes tunisiens les plus titrés tous sports confondus avec plus de 75 médailles internationales.

## Biographie
Installé à Raoued, il intègre l'École fédérale tunisienne de karaté où il fait la connaissance de son premier entraineur, Hassen Doua. En 1988, il remporte le titre de champion national dans la catégorie des cadets et participe au championnat du monde au terme duquel il termine quart-de-finaliste.
Après avoir obtenu une maîtrise en économie et relations internationales, il quitte la Tunisie à l'âge de 21 ans, pour poursuivre des études doctorales en économie à l'université Paris-Est-Créteil-Val-de-Marne. Il devient sociétaire du club parisien du Sporting international de karaté, placé sous la direction du maître Serge Chouraqui. Avec ce club, il devient trois fois champion de France par équipe, cinq fois vainqueur de la coupe de France par équipe et deux fois champion d'Europe des clubs, en 1998 à Zlín (République tchèque) et en 1999 à Paris (France).
En janvier 1999, il est le premier Africain à gagner l'Open international de France de karaté dans la catégorie open, au stade Pierre-de-Coubertin de Paris. En août, il sort médaillé des Jeux panarabes d'Amman (Jordanie) et, en septembre 1999, des Jeux africains de Johannesbourg (Afrique du Sud).
En février 2001, il est appelé, en tant qu'entraîneur-athlète, à assurer l'encadrement de l'équipe nationale tunisienne de karaté en vue des préparations pour les Jeux méditerranéens de 2001 organisés à Tunis en septembre de la même année. À la suite de cette compétition, la Tunisie se classe deuxième après la France au total des médailles.
En juin 2001, il reçoit l'Ordre national du mérite de la République tunisienne de la part du président Zine el-Abidine Ben Ali.

## Palmarès

### Jeux mondiaux
- Médaille de bronze (plus de 80 kg) : 2001, Akita (Japon)

### Championnat du monde universitaire
- Médaille de bronze (plus de 80 kg) : 2000, Kyoto (Japon)

### Jeux méditerranéens
- Médaille d'argent (plus de 80 kg) : 2001, Tunis (Tunisie)

### Jeux africains
- Médaille d'or (plus de 80 kg) : 1999, Johannesbourg (Afrique du Sud)

### Jeux panarabes
- Médaille d'or (plus de 80 kg) : 1999, Amman (Jordanie)

### Championnat d'Europe des clubs
- Médaille d'or en équipe : 1998, Zlín (République tchèque)
- Médaille d'or en équipe : 1999, Paris (France)
- Médaille d'argent en équipe : 2000, Tel Aviv-Jaffa (Israël)

### Divers tournois mondiaux
- Médaille d'or : Open international de France 1999, Paris
- Médaille d'or (plus de 80 kg) : Open international de Croatie 2003, Zagreb
- Médaille d'or (plus de 80 kg) : Open international d'Italie 2003, Milan
- Médaille d'or (plus de 80 kg) : Open international d'Autriche 1998, Gmunden
- Médaille d'or (plus de 80 kg) : Open international de Corse 1996, Porto-Vecchio
- Médaille d'or : Open international de Corse 1996, Porto-Vecchio
- Médaille d'argent (plus de 80 kg) : Open international de France 2003, Paris
- Médaille d'argent : Open international de Belgique 2002, Liège
- Médaille de bronze (plus de 80 kg) : Open international d'Allemagne 2006, Hanau
- Médaille de bronze (plus de 80 kg) : Open international d'Allemagne 2003, Bonn